# Riforma postale
Con riforma postale generalmente si intende il complesso di leggi ideato da Rowland Hill ed adottato dal Regno Unito nel 1839. Tale riforma segnò il superamento del precedente servizio postale attraverso l'introduzione del francobollo come marca comprovante un pagamento anticipato per il servizio da svolgersi. Tale introduzione consentì un notevole abbassamento delle tariffe di trasporto che diffuse l'uso massivo della posta. 

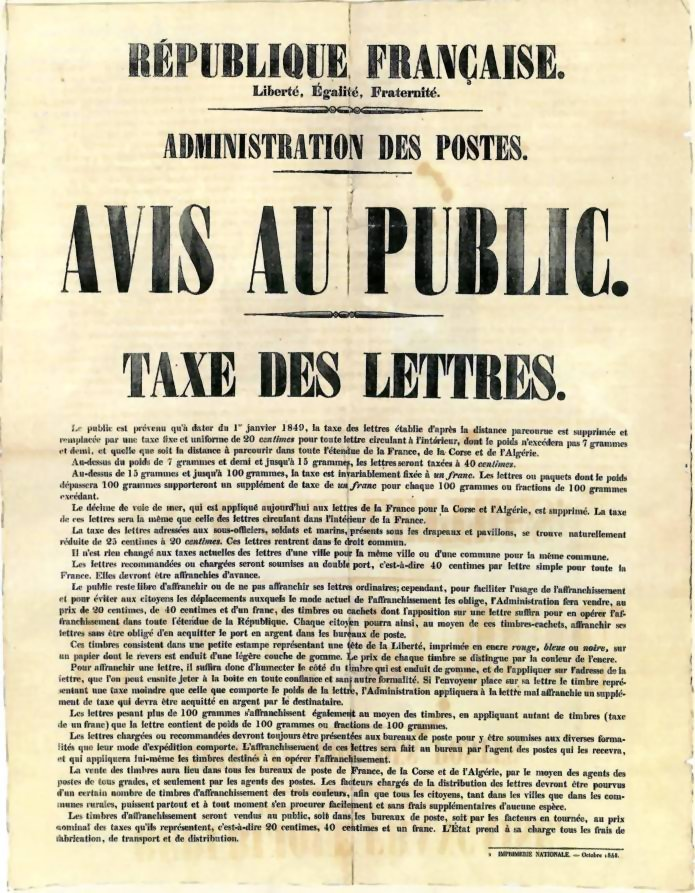
Manifesto che annuncia la riforma postale in Francia

## La situazione prima della riforma postale
Prima della riforma di Rowland Hill il compenso per il trasporto doveva essere versato all'arrivo dal destinatario in base alla distanza percorsa ed al numero di fogli trasferiti. La tariffa variabile in base alla distanza complicava ogni possibile accordo anche con gli stati confinanti e la possibilità di rifiuto da parte del destinatario faceva lievitare i costi in ragione del rischio per il mancato guadagno. Il servizio postale era usato quasi in esclusiva dalle persone agiate e gravava particolarmente sui piccoli imprenditori desiderosi di espandere i propri interessi economici. Questa situazione favoriva il trasferimento della posta da parte di privati che eseguivano il trasporto fraudolento a prezzi inferiori a quelli praticati dagli enti postali. In Inghilterra le lettere spedite in modo fraudolento nel 1838 arrivarono ad essere pari a quelle incanalate attraverso l'ente postale autorizzato.

## Lo studio di Rowland Hill
Nel 1837 il politico Rowland Hill dopo aver studiato la situazione in cui versava il trasporto postale decise di pubblicare a proprie spese un opuscolo dal titolo "Post Office Reform its Importance and Practicability". Le sue osservazioni partirono dal constatare come nonostante la popolazione aumentava passando in 20 anni da 19 a 25 milioni, l'uso della posta rimaneva invariato.
Tra le motivazioni individuate spiccava il troppo alto costo per l'utente che preferiva rivolgersi a canali non autorizzati. Sostanzialmente la sua proposta consentiva nell'abbassare la tariffa postale facendola però pagare in anticipo. In questo modo era ragionevole pensare che gli utenti non trovassero più conveniente il trasporto fraudolento e fossero disposti ad un pagamento anticipato in quanto inferiore. Rowland Hill aveva calcolato che in pochi anni la British Post Office avrebbe recuperato le iniziali perdite ma si sbagliò: occorse molto più tempo di quanto fu stimato. Il 4 gennaio 1837 l'opuscolo di Rowland Hill che era ancora stampato in forma confidenziale fu presentato alla Cancelleria del Regno nella persona di Thomas Spring-Rice. Quest'ultimo dopo averlo letto invitò Hill ad una presentazione supplementare affinché il libretto venisse reso pubblico entro il 28 gennaio 1837. Il 22 febbraio 1837 il libretto passato al vaglio della commissione preposta venne reso pubblico; conteneva la descrizione inequivocabile di quello che sarebbe stato un futuro francobollo.

## Attuazione della riforma postale
Gli obiettivi della riforma proposta da Rowland Hill erano sia economici che sociali. Economicamente riducevano la tassazione a carico degli utenti e socialmente consentivano a fasce meno abbienti di utilizzare il servizio. Affinché fosse approvato dal parlamento britannico, il progetto di legge fu accompagnato da una petizione sottoscritta da 4 milioni di firme. La petizione aveva lo scopo politico di aggirare le resistenze del British Post Office, organo monopolista del servizio postale. Rowland Hill aveva inizialmente previsto di far  utilizzare agli utenti una carta bollata del costo di un penny da stamparsi a spese dell'amministrazione finanziaria dello stato.  Nel 1839 fu indetto un concorso per realizzare il bozzetto della marca e vennero esaminati 2700 disegni sopraggiunti grazie al premio fissato in 600 sterline. Tale concorso non ebbe vincitori e il premio fu diviso tra quattro artisti considerati più meritevoli. Fu sir MacKenzie che propose l'utilizzo dell'effigie reale e la scelta cadde sul lavoro di William Wyon per una medaglia commemorativa. Edward Henry Corbould trasferì su acquerello la medaglia e la sua opera fu poi utilizzata per la stampa dei primi francobolli. 
Il 6 maggio 1840 la riforma postale entrò in vigore e gli uffici potevano utilizzare sia la carta bollata detta “Mulready” sia i francobolli da 1 penny.

## Effetti della riforma postale
La riforma postale generò un aumento immediato del volume di posta ma contemporaneamente un calo delle entrate. Dalle 76 milioni di lettere del 1838 si passò a 272 milioni nel 1848 ma nel 1853 il volume fu di 411 milioni di lettere e l'aumento considerevole di anno in anno permise non solo di recuperare l'iniziale calo ma di raggiungere un ricavo impensabile prima della riforma.